# Церковь Богоявления (Нерехта)
Церковь Богоявления (церковь Николая Чудотворца, Богоявленская (Никольская) церковь) — недействующий православный храм в городе Нерехте Костромской области, построенный в 1710—1725 годах по заказу местного купца Фёдора Зимина Младшего на месте сгоревшей в 1709 году деревянной Никольской церкви.
В настоящее время в храме расположен филиал музея-заповедника.

## История
1710 годом датировано разрешение на строительство каменного Богоявленского храма с приделом Николая Чудотворца (по названию которого церковь чаще называют Никольской). Ранее на этом месте стояла деревянная Никольская церковь, известная с 1653 года, которая сгорела 9 мая 1709 года. Заказчиком храма выступил нерехтский купец Федор Зимин Младший. Строительные работы продолжались 15 лет. Никольский придел был освящен в 1717 году, а основной храм — в 1725 году. В 1767 году церковь была расписана ярославскими мастерами братьями Шустовыми. В первой половине XIX века старая трапезная была заменена более просторной новой с возобновленным приделом Николая Чудотворца и Всех Святых и устройством симметричного северного придела, освященного в честь Петра и Павла. Чуть позже трапезная была расширена к западу двумя объёмами по сторонам первоначальной колокольни, где расположились ризница и библиотека. Перед колокольней был устроен четырёхколонный портик. Тогда же церковная территория была окружена металлической оградой в каменных столбах. На боковых фасадах четверика расположено по три высоких прямоугольных окна второго света. Они заключены в наличники, типичные для костромского зодчества XVII века — с трехлопатными килевидными кокошниками. В 1867 году поновлялась живопись в храме.

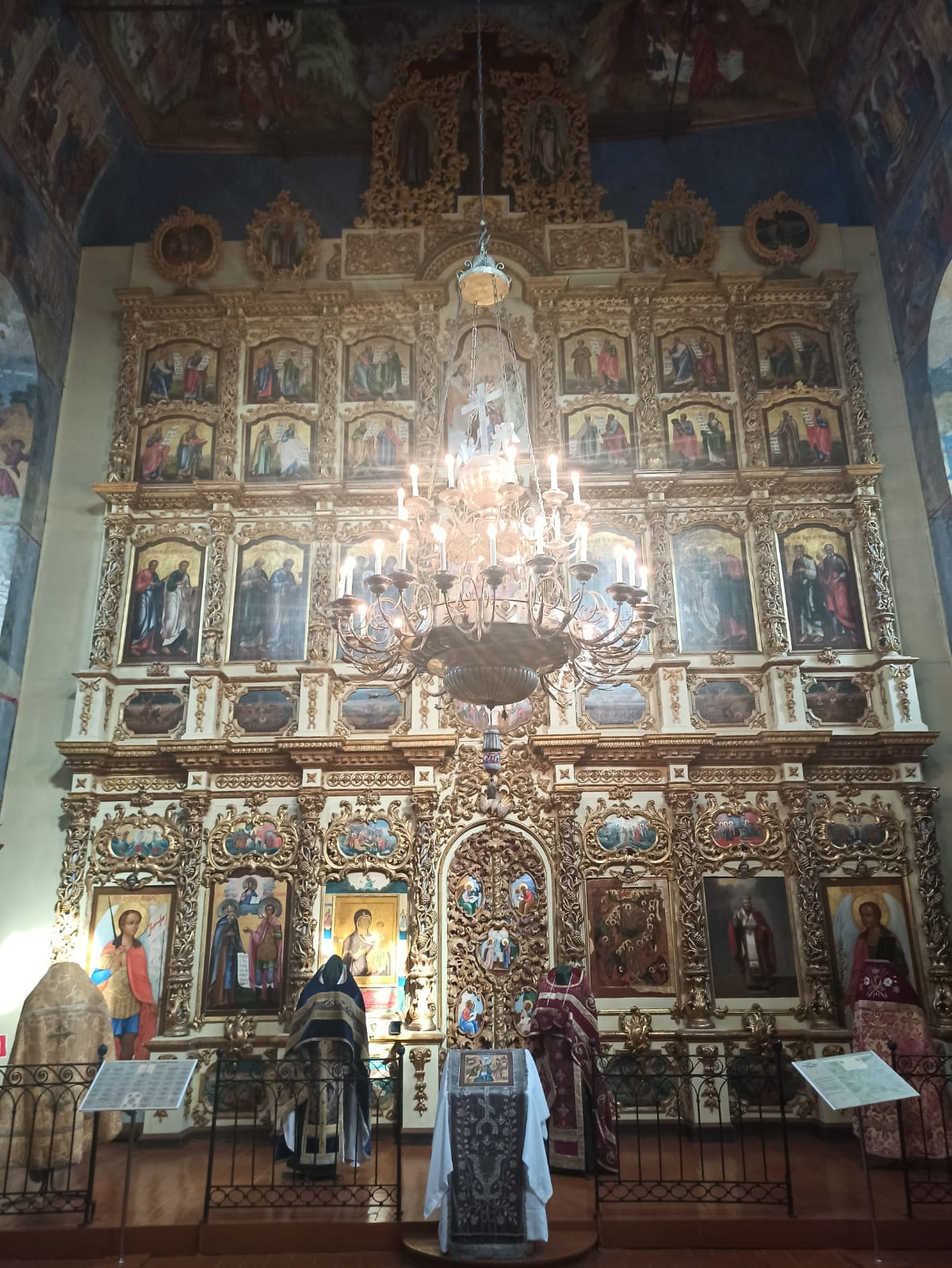
Иконостас

В 1930-е годы церковь была обезглавлена, разобран алтарь и верхние ярусы колокольни, снесена ограда. В 1980-е годы по проекту архитектора Костромской Специальной научно-реставрационной производственной мастерской А. П. Чернова храм был отреставрирован: восстановлены утраченные главы, верх колокольни, алтарные апсиды, ограда воссоздана по проекту архитектора Центральной научно-реставрационной производственной мастерской С. В. Демидова. В 1987 году в церковь был перевезён иконостас из села Верховье Солигаличского района.

## Росписи
Настенные росписи в храме были выполнены в 1767 году артелью ярославских мастеров под руководством братьев Шустовых. Братья Афанасий и Иван Шустовы — иконописцы во втором поколении. Оба вместе с отцом Андреем Емельяновым в начале работали в храмах Михаила Архангела, Иоанна Златоуста в Ярославле и в ряд других церквей. В истории искусства за ярославскими мастерами во многом закрепилась характеристика «ценителей традиции XVII века».

### Источник иконографии
Многие изводы для евангельских и библейских сцен в росписях Богоявленской церкви заимствованы из лицевых изданий Библии, в частности, из Библии Пискатора. Европейские издания Библии с гравюрами, подобные Библии Пискатора, в XVII веке стали важным источником образов для иконописцев и других мастеров. Братья Шустовы, делая росписи во второй половине XVIII века, по-прежнему обращаются к этой же традиции. При этом в XVII веке западные гравюры были новым шагом в отдалении от более древней отечественной иконописной традиции.
Раздел, посвященный чудотворным нерехтским иконам, основан на местном «Сказании», созданном Иваном Аверкиевым в 1635 году. Текст сказания воспроизведен в рукописном сборнике нерехтского купца Андрея Несторовича Третьякова «Рай мысленный», созданном в 1767 году.

### Материал
В XVIII веке начинают использовать масло для оформления храма, а в XIX веке оно постепенно становится популярнее, чем прежняя клеевая краска. Выбор новой техники исполнения росписей во многом подчеркивает их станковый характер. Росписи в Богоявленской церкви по прежнему выполнены клеевыми красками, согласно традициям.

### Композиция

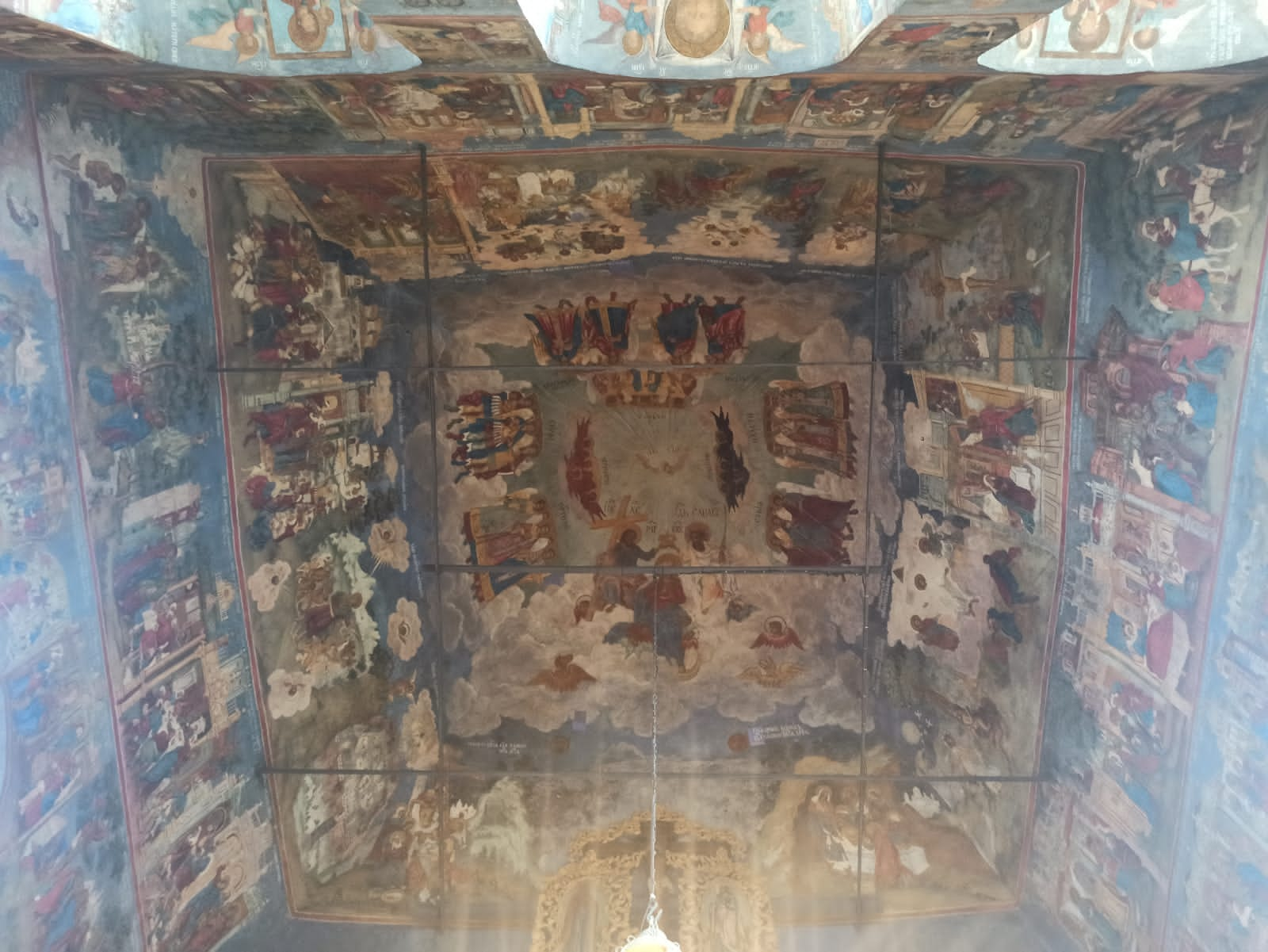
Росписи

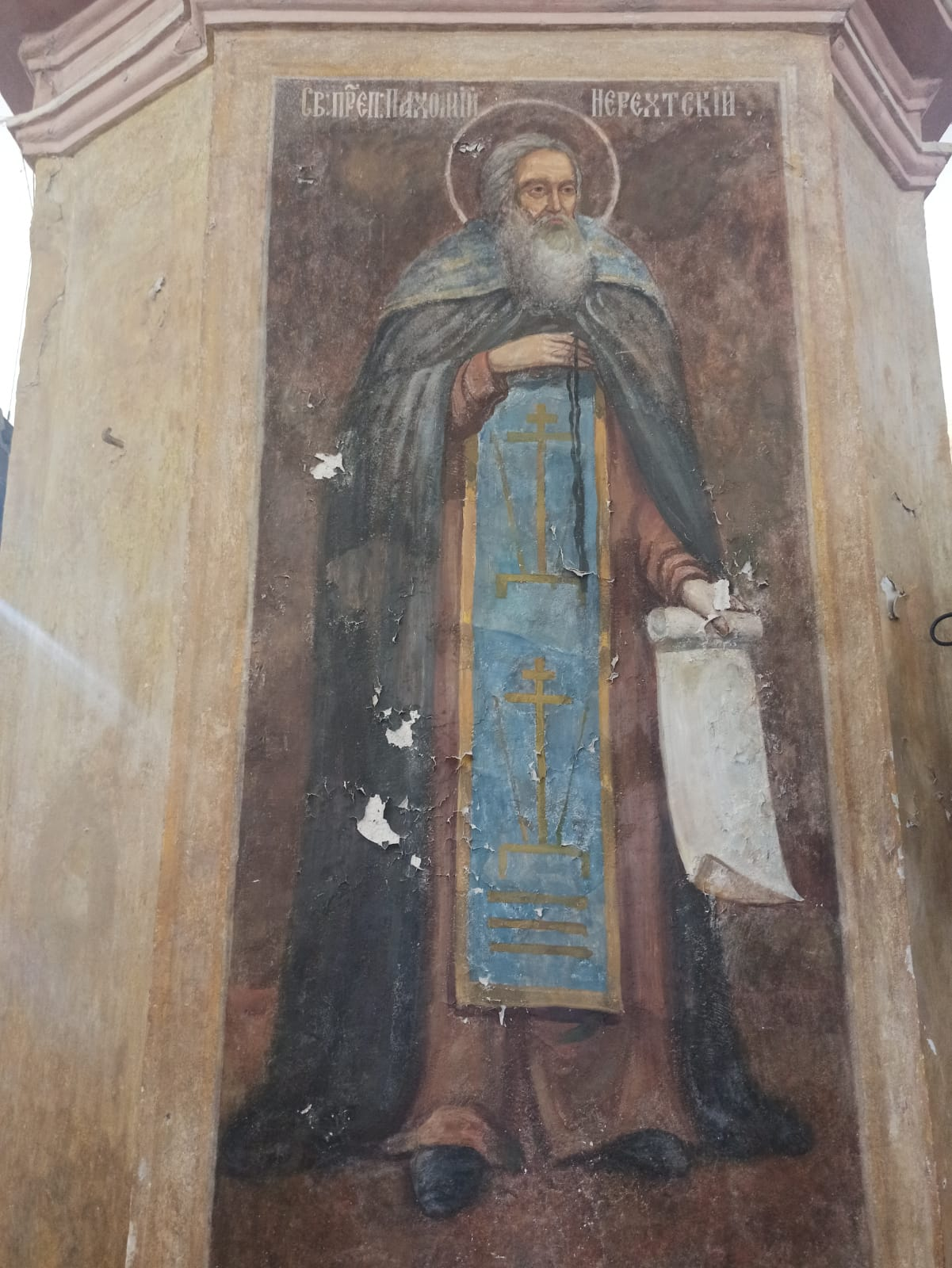
Пахомий Нерехтский

Росписи церкви отличаются реалистичностью и большой живописностью. Она носит ковровый характер. Внутри ярусов клейма разделены архитектурными кулисами. Пейзажные фоны состыкованы без разгранки. Большое число фризов привело к измельчению композиций, особенно в нижних ярусах. Только композиции свода выделены масштабом. В отличие от своих предшественников, Шустовы отказываются от узорочья в проработке тканей, применяют растяжки по тону для передачи объёма складок. Моделируя лики персонажей иконным приемом вохрения, они вводят белильные блики при письме глаз, что усиливает выразительность ликов и раскрывает идею внешнего источника света, в отличие от иконописного «сияния» самого лика.
В купольном своде расположена композиция «Коронование Богоматери»: на восточной стороне свода изображён образ Троицы, возлагающей корону на Богоматерь; на трёх других сторонах изображены по три ангельских чина. Таким образом, Шустовы используют не центрическую композицию, а четырёхчастную. Композиционная схема росписи четырёхлоткового свода с ангельскими чинами, окружающими фигуру Божества, нова для ярославской монументальной традиции, однако уже в следующем, 1768 году, она будет применяться мастерами в разных регионах и в разной стилистике. Так, например, подобная композиция будет применяться в Троицкой церкви в селе Красное-Сумароковых, расписанной как раз в 1768 году. Можно предположить, что и Шустовы, и авторы других росписей ориентировались на какой-то общий — вероятно, столичный, — образец, однако образец этот к настоящему времени не до конца ясен.
Важное место занимает цикл «Символ веры». Шустовы объединяют все сюжеты в едином живописном пространстве. Так, все действие композиции «Символ веры» разворачивается на поверхности земли, границы между сюжетами не подчеркнуты, они лишь слегка обозначены пространственными паузами. Над землёй — клубящиеся облака, а на облаках восседают Святая Троица, Богоматерь и ангельские хоры. Ещё выше, в самом центре, парит голубь Святого Духа, на котором сходится вся композиция с четырёх стен. Конфигурация свода в сочетании с росписью позволяют расширить пространство, сгладить переход между стенами и сводом, но при этом фигура, размещённая в центре, останавливает взгляд зрителя, удерживая его в пространстве храма. При этом южная, западная и северная стены четверика расписаны, в сравнении со сводом, совершенно традиционно. Они разделены разгранками на ярусы, в шести из них располагаются композиции, седьмой, нижний, расписан травами. Каждый из шести рядов композиций вмещает особый сюжетный цикл. Это — пример сложного варианта традиции ярославской художественной школы в плане построения системы церковной росписи подобного типа с единообразным ярусным членением стен интерьера. В программе росписи церкви Богоявления сюжетные циклы трёх верхних ярусов стен объединены христологической темой. В верхнем ярусе повествуется о приходе Христа в мир. Второй ярус отведён рассказу о земной жизни Христа. Как правило, подобные циклы состоят из сцен исцелений, чудес и притч. В Богоявленской церкви сцены избавления человека от недугов преобладают на южной стене. На западной стене сосредоточены иллюстрации притч — например, «О злых виноградарях», «О талантах» и так далее. На традиционном месте в северо-западном углу помещается «Притча о Богаче и Лазаре» — один из любимых сюжетов ярославских художников XVII—XVIII веков. Третий сюжетный цикл посвящён Страстям и Воскресению. Рассказ начинается с «Воскрешения Лазаря». Традиционный состав сюжетов дополнен сценой «Суда над Христом», завершают цикл изображения явлений Христа после Воскресения. Последняя сцена — «Явление Христа ученикам на море Тивериадском» — получает продолжение в изображении беседы Христа с апостолом Петром, в которой Христос поручает Петру свою Церковь.
Цикл Апокалипсиса, по иконографии достаточно типичный, необычен своим размещением в одном из ярусов росписи четверика. Можно предположить, что апокалиптический цикл в Богоявленской церкви осмысляется как продолжение храмовой темы и завершение её развития повествованием о втором пришествии Христа. Ниже Апокалипсиса расположен цикл жития святого Николая Чудотворца, связанный с посвящением придельного престола.
Нижний ярус росписи занимает небольшой цикл из шести композиций, которые иллюстрируют «Песнь Песней» — гимн любви Христа и Церкви. Эта роспись сосредоточена исключительно на западной стене, тогда как остальные стены этого яруса пустуют. Такое расположение данного сюжета достаточно типично для стенописей Ярославля, начиная с церкви Иоанна Предтечи в Толчкове, расписанной в 1695 году. Сами Шустовы таким же образом располагали этот сюжет в своей несколько более ранней работе — Успенском соборе в Туле, расписанном в 1765—1766 годах.
На сводах окон четверика Шустовы рядом помещают различные иконографические варианты изображения Божества. Так, присутствуют достаточно типичные для Ярославля с XVII века изображения: Господь Саваоф, Еммануил, Нерукотворный Образ. Они соседствуют, например, с изображениями икон Богоматери, которые несут ангелы. Подобный вариант изображения икон стал популярен в росписях Ярославля только с 1730-х годов. Своды порталов декорированы медальонами с полуфигурами святых. На западной стороне изображён Деисус, на северной и южной — праотцы и библейские цари. Ветхозаветные персонажи — не самый типичный выбор для данной части росписи, но это можно связать с темой Богоявления. Изображённые святые — это прародители Христа по плоти, знаменующие путь человечества к Боговоплощению.

### Распятие
В Богоявленской (Никольской) церкви изображение Распятия встречается дважды: среди Страстного цикла и в ряду цикла Символа Веры. В первом случае изображён сам процесс Распятия, на фоне можно заметить, вероятно, Богоматерь, за этим наблюдающую. Фигура Христа выделена не только её центральным положением, но и размером: она оказывается больше, чем фигуры, её окружающие. В цикле Символ Веры, напротив, фигура Христа оказывается соразмерна изображению Богоматери, сидящей рядом с ним и обращающей на него взор. Если принимать во внимание тот факт, что Мария сидит, можно представить, что её фигура в стоящем положении оказалась бы больше фигуры Христа. На фоне, следуя тексту Символа Веры, мастера поместили сцену положения во гроб, в которой более всего выделяется белый цвет: Христос в белой повязке сливается с белоснежным гробом, а фигуры вокруг становятся единым целым благодаря общей цветовой сине-красной гамме.